# Chances
Chances ist das Debütalbum der belgischen Dance-Formation Sylver, bestehend aus den Songwritern und Produzenten Wout van Dessel und Regi Penxten, sowie Sängerin und Gesicht der Band Silvy de Bie.
Das Album wurde kurz nach der Debütsingle Turn the Tide am 7. Mai 2001 in Deutschland veröffentlicht, in Belgien erschienen Single und Album bereits Monate zuvor.
Nach insgesamt 49 Wochen in den deutschen Albumcharts wurde das Album mit Gold für 150.000 verkaufte Kopien ausgezeichnet, ebenso wie die Single Turn the Tide für insgesamt 250.000 verkaufte Exemplare.

## Entstehung und Erfolge
Sängerin Silvy de Bie stieß im Jahr 2000 zum Projekt von DJ Wout & Regi. Die Single Turn the Tide erklomm auf Anhieb (am 1. Juli 2000) Rang eins der Belgischen Singlecharts. In Deutschland erschien selbiger Song dann im März 2001. Der Song avancierte auch in Deutschland zu einem Erfolg und erreichte in der achten Chartwoche Position zwei der Deutschen Top-100. Sowohl in Sylvers Heimat, als auch in Deutschland wurde Turn the Tide mit einer goldenen Schallplatte geehrt.
Während in Belgien bereits der Song Skin erschienen ist, wurde das Album Chances im Mai 2001 im deutschsprachigen Raum veröffentlicht. Es gilt mit über 300.000 verkauften Einheiten bis heute als erfolgreichstes Album der Formation.
Mit den Singles Forever In Love und Forgiven erlangten Sylver über das Jahr 2001 hinweg große Erfolge und konnten an ihr Debüt nahtlos anknüpfen.
Mit In Your Eyes erschien in Deutschland am 29. März 2002 die letzte Singleauskopplung. Die Ballade erreichte Platz 20, die dritte Singleauskopplung des Albums, die die deutschen Top-20 erreichte.
Für den spanischen Markt wurde exklusiv der Song The Smile Has Left Your Eyes veröffentlicht, der auf Rang fünf der Charts stand.

## Titelliste
Standard
| #  | Titel                        |
| -- | ---------------------------- |
| 1  | Turn the Tide                |
| 2  | Skin                         |
| 3  | Forgiven                     |
| 4  | Forever in Love              |
| 5  | In Your Eyes                 |
| 6  | Mystery of Tomorrow          |
| 7  | The Smile Has Left Your Eyes |
| 8  | The Edge of Life             |
| 9  | Angel on My Shoulder         |
| 10 | Secrets                      |

inklusive zwei Musikvideos und einem Hidden Track

## Weitere Editionen
Eine Special-Edition des Albums erschien im Jahr 2002 in Deutschland, Spanien und Polen. Diese Version enthält neben den 10 Standard-Titeln auch noch eine zweite CD mit Musikvideos, Acoustic-Versionen und Remixen.

## Chartplatzierungen

### Album
| ChartsChartplatzierungen | Höchstplatzierung | Wochen |
| ------------------------ | ----------------- | ------ |
| Deutschland (GfK)        | 16 (49 Wo.)       | 49     |
| Österreich (Ö3)          | 38 (16 Wo.)       | 16     |
| Flandern (Ultratop)      | 2 (23 Wo.)        | 23     |

### Singles
Chances enthält insgesamt sechs Singleauskopplungen, von denen vier in Deutschland erschienen. Skin, welches in Belgien veröffentlicht wurde, befand sich in Deutschland auf der B-Seite zur Single In Your Eyes. Der Song The Smile Has Left Your Eyes erschien ausschließlich in Spanien.

| Jahr | Titel Album             | Höchstplatzierung, Gesamtwochen, AuszeichnungChartplatzierungen (Jahr, Titel, Album, Platzierungen, Wochen, Auszeichnungen, Anmerkungen) | Höchstplatzierung, Gesamtwochen, AuszeichnungChartplatzierungen (Jahr, Titel, Album, Platzierungen, Wochen, Auszeichnungen, Anmerkungen) | Höchstplatzierung, Gesamtwochen, AuszeichnungChartplatzierungen (Jahr, Titel, Album, Platzierungen, Wochen, Auszeichnungen, Anmerkungen) | Höchstplatzierung, Gesamtwochen, AuszeichnungChartplatzierungen (Jahr, Titel, Album, Platzierungen, Wochen, Auszeichnungen, Anmerkungen) | Anmerkungen                                             |
| Jahr | Titel Album             | DE | AT | CH | BEF | Anmerkungen                                             |
| ---- | ----------------------- | --- | --- | --- | --- | ------------------------------------------------------- |
| 2000 | Turn the Tide Chances   | DE2 (20 Wo.)DE | AT3 (26 Wo.)AT | CH44 (15 Wo.)CH | BEF1 (17 Wo.)BEF | Erstveröffentlichung: 16. Juni 2000 Verkäufe: + 260.000 |
| 2001 | Skin Chances            | — | — | — | BEF2 (13 Wo.)BEF | Erstveröffentlichung: 12. Januar 2001                   |
| 2001 | In Your Eyes* Chances   | DE20 (13 Wo.)DE | AT41 (8 Wo.)AT | — | BEF19 (12 Wo.)BEF | Erstveröffentlichung: 2. April 2001                     |
| 2001 | Forever in Love Chances | DE10 (12 Wo.)DE | AT27 (13 Wo.)AT | CH79 (5 Wo.)CH | BEF11 (10 Wo.)BEF | Erstveröffentlichung: 30. Juli 2001                     |
| 2001 | Forgiven Chances        | DE25 (10 Wo.)DE | AT52 (7 Wo.)AT | CH88 (1 Wo.)CH | BEF9 (9 Wo.)BEF | Erstveröffentlichung: 2001                              |